# Operazione Castigo
Operazione Castigo (in tedesco Unternehmen Strafgericht) fu il nome in codice dei bombardamenti aerei condotti dal 6 all'8 aprile 1941 dalla Luftwaffe, le forze aeree della Germania nazista, sulla città di Belgrado, capitale del Regno di Jugoslavia, come rappresaglia per il colpo di Stato che pochi giorni prima aveva deposto il governo favorevole ai tedeschi e firmatario del Patto tripartito. Il bombardamento segnò l'inizio dell'invasione della Jugoslavia lanciata dalle forze dell'Asse.
Tre ondate di bombardieri della Luftwaffe si abbatterono su Belgrado il 6 aprile e, nonostante l'intervento dei pochi caccia a disposizione dalla Regia aeronautica militare jugoslava, i danni inflitti alla capitale jugoslava furono molto pesanti e portarono a una sostanziale paralisi delle massime istituzioni politiche e militari del paese, dei centri di comando e delle infrastrutture cittadine (tra cui anche la biblioteca nazionale serba), oltre a causare centinaia di vittime civili.
L'aviazione britannica Royal Air Force effettuò due bombardamenti su Sofia, capitale della Bulgaria, allora alleata dei nazisti, come rappresaglia per gli attacchi alla Jugoslavia, che si arrese il 17 aprile. L'alto ufficiale della Luftwaffe responsabile del bombardamento di Belgrado, il Generaloberst Alexander Löhr, fu catturato dagli jugoslavi alla fine della guerra, processato e fucilato per crimini di guerra.

## Contesto

### Colpo di Stato jugoslavo
Dopo l'Anschluss, l'annessione dell'Austria da parte della Germania nazista del 1938, la Jugoslavia si trovò a condividere un confine con il Terzo Reich, subendo inoltre una crescente pressione politica pro-Asse da parte dei suoi vicini, a loro volta sotto la sfera d'influenza del Reich. Nell'aprile 1939, la Jugoslavia iniziò ad avere anche una seconda frontiera con l'Italia, quando quest'ultima invase l'Albania. Tra il settembre e il novembre 1940, l'Ungheria aderì al Patto tripartito, l'Italia invase la Grecia e anche la Romania aderì al Patto. Da quel momento, la Jugoslavia restò quasi completamente circondata dalle potenze dell'Asse, e la sua neutralità nei confronti della guerra fu sottoposta a fortissime pressioni. Il 14 febbraio 1941, Adolf Hitler invitò a Berchtesgaden il primo ministro jugoslavo Dragiša Cvetković e il ministro degli esteri Aleksandar Cincar-Marković, richiedendo l'adesione della Jugoslavia al Patto. Il 1º marzo vi aderì la Bulgaria e il giorno successivo le truppe tedesche entrarono in Bulgaria dalla Romania, accerchiando di fatto la Jugoslavia.
Ulteriori pressioni furono esercitate da Hitler il 4 marzo 1941, quando il reggente jugoslavo, il principe Paolo, visitò Berchtesgaden. Ciononostante, il principe ritardò la decisione. Il 6 marzo, la Regia aeronautica jugoslava (VVKJ) venne segretamente mobilitata. Il giorno successivo, le truppe britanniche iniziarono a sbarcare in Grecia per rafforzare le difese del paese contro gli italiani. Il 12 marzo, il VVKJ iniziò a dispiegarsi in aeroporti ausiliari. Entro il 20 marzo, il dispiegamento del VVKJ era stato completato. Hitler, con l'obiettivo di proteggere il suo fianco meridionale in attesa dell'imminente invasione tedesca dell'Unione Sovietica, chiese nuovamente alla Jugoslavia di firmare il Patto, ed il 25 marzo il governo jugoslavo accettò. Due giorni dopo però un gruppo di ufficiali della VVKJ e della Guardia reale jugoslava, guidati dal brigadier generale Borivoje Mirković, depose il principe Paolo nel colpo di Stato jugoslavo. Il principe Paolo fu sostituito dal nipote Pietro II, allora diciassettenne.

### Preparativi
Il giorno del colpo di Stato, Hitler emanò la direttiva 25, che affermava che il colpo di Stato aveva cambiato la situazione politica nei Balcani. Ordinò che "anche se la Jugoslavia in un primo momento dovesse dare dichiarazioni di lealtà, deve essere considerata come un nemico e quindi deve essere distrutta il più rapidamente possibile". Gli aerei da ricognizione tedeschi violarono frequentemente lo spazio aereo jugoslavo all'indomani del colpo di Stato. I caccia jugoslavi vennero posti in costante allerta. Le incursioni tedesche dimostrarono che la rete di posti di osservazione terrestri jugoslava e le comunicazioni radio di supporto erano inadeguate. Hitler decise che Belgrado sarebbe stata bombardata come punizione per il colpo di Stato, con il nome in codice di Operazione Castigo (Unternehmen Strafgericht). Il 27 e il 28 marzo 1941, il Reichsmarschall Hermann Göring trasferì circa 500 aerei da combattimento e bombardieri dalla Francia e dalla Germania settentrionale agli aeroporti vicino al confine jugoslavo. Il comandante della Luftflotte IV, il Generaloberst Alexander Löhr, assegnò questi aerei all'attacco della capitale jugoslava a ondate, di giorno e di notte. Löhr emise i suoi ordini per il bombardamento già il 31 marzo, ma la decisione di bombardare Belgrado non sarebbe stata confermata da Hitler fino al 5 aprile. Hitler ordinò la distruzione generale di Belgrado, ma all'ultimo minuto Löhr sostituì queste indicazioni con obiettivi militari specifici all'interno della città.
Il 3 aprile, il maggiore jugoslavo e collaborazionista Vladimir Kren pilotò un aereo Potez 25 fino a Graz e disertò verso i tedeschi. Rivelò le posizioni di molti aeroporti della Jugoslavia, così come i codici usati dall'Aeronautica jugoslava, che dovettero essere rapidamente cambiati. Venne anche rivelata l'ubicazione dei centri di mobilitazione delle truppe jugoslave e dei rifugi antiaerei a Belgrado. Nel pomeriggio del 5 aprile, un colonnello britannico visitò il brigadier generale Mirković alla base dell'aeronautica jugoslava di Zemun e lo informò che l'attacco a Belgrado sarebbe iniziato alle 06:30 del giorno successivo. Il giorno precedente, il governo jugoslavo aveva dichiarato Belgrado città aperta in caso di ostilità. L'ambasciata tedesca aveva informato il suo governo che Belgrado non aveva alcuna difesa antiaerea, ma nel tentativo di giustificare l'attacco al pubblico, la propaganda nazista etichettò la città "Fortezza di Belgrado" dopo che furono sganciate le prime bombe.
Entro il 6 aprile, l'aeronautica jugoslava (VVKJ) era stata quasi completamente mobilitata e consisteva di quattro brigate aeree con più di 423 aerei jugoslavi, tedeschi, italiani, francesi, cechi e britannici, di cui 107 caccia moderni e 100 moderni bombardieri medi. A parte un piccolo numero di caccia Rogožarski IK-3 di produzione locale, quasi tutti gli aerei moderni disponibili per il VVKJ erano modelli tedeschi, italiani o britannici per i quali erano disponibili ricambi e munizioni limitate. Gli aerei disponibili erano sparsi in tutto il paese e solo la 1ª Brigata di caccia era abbastanza vicina a Belgrado per rispondere ad un attacco alla capitale. In totale, la 1ª Brigata schierava 56 Messerschmitt Bf 109E-3a, 15 Hawker Hurricane MkIs e 6 Rogožarski IK-3s.

## Bombardamenti

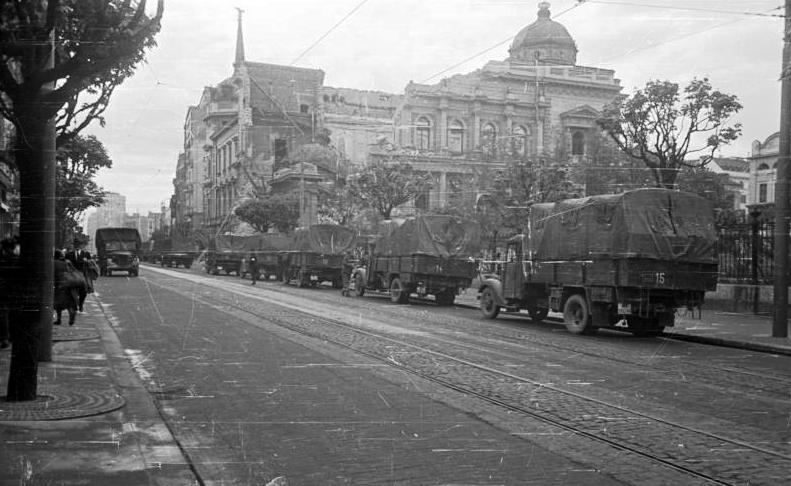
Il Palazzo Vecchio di Belgrado danneggiato dai bombardamenti

Le forze di terra tedesche attraversarono il confine jugoslavo alle 05:15 del 6 aprile e il ministro della Propaganda del Reich, Joseph Goebbels, annunciò la dichiarazione di guerra della Germania alle 06:00. L'invasione e il bombardamento simultaneo coincisero con la domenica di Pasqua come osservata dalla Chiesa ortodossa serba, che utilizza il calendario giuliano. Le difese antiaeree jugoslave causarono un falso allarme segnalando l'avvicinarsi di un raid aereo dalla direzione della Romania alle 03:00, ma le postazioni di ascolto al confine rumeno sentirono i motori degli aerei del Fliegerführer Arad con sede in Romania che si stavano riscaldando bene prima di decollare. Il 51º gruppo di caccia dell'aeronautica jugoslava a Zemun venne allertato prima dell'alba e quando iniziarono ad arrivare notizie sugli attacchi della Luftwaffe agli aeroporti dell'aeronautica jugoslava, la prima pattuglia fu inviata in aria.
La prima ondata di bombardamenti giunse su Belgrado tra le 06:30 e le 06:45 e consisteva di 74 bombardieri in picchiata Junkers Ju 87 Stuka, 160 bombardieri medi Heinkel He 111 e bombardieri leggeri Dornier Do 17 a 2.400-3.000 metri. Vennero scortati da zerstorer Messerschmitt Bf 110 a 3.400-3.700 metri e 100 caccia Messerschmitt Bf 109E a 4.600 metri. L'intera 6ª brigata di caccia jugoslava, composta dal 51º gruppo di caccia a Zemun e dal 32º gruppo di caccia a Prnjavor, per un totale di 29 Messerschmitt Bf 109E e 5 Rogožarski IK-3, fu schierata per intercettare i tedeschi. Gli jugoslavi furono subito ingaggiati dalla scorta di Messerschmitt Bf 109E del reparto Jagdgeschwader 77 (JG 77). Proprio mentre la prima ondata stava per tornare alla base, gli Hawker Hurricane Mk1 del 2º reggimento caccia con base a Knić arrivarono su Belgrado e ingaggiarono alcuni bombardieri in picchiata, rivendicando l'abbattimento di uno Stuka. Durante tutto il primo attacco, gli jugoslavi rivendicarono l'abbattimento di 15 aerei tedeschi e la perdita di 5, con altri 6 gravemente danneggiati. I piloti tedeschi del JG 77 dichiararono invece che 10 apparecchi jugoslavi furono abbattuti e 6 distrutti a terra. Al suo ritorno alla base, il comandante del 51º gruppo caccia fu sollevato dal suo comando per mancata azione. La prima ondata colpì la centrale elettrica di Belgrado, l'ufficio postale, compresi i servizi telegrafici e postali, la sede del Ministero dell'Esercito e della Marina, l'edificio del Comando Supremo jugoslavo, l'accademia militare, il palazzo reale di Dedinje, la caserma della guardia reale a Topčider, il quartier generale del comando della gendarmeria e l'aeroporto di Zemun.
Dopo la prima ondata, il re Pietro, il governo della Jugoslavia e il Comando supremo jugoslavo lasciarono Belgrado e si ritirarono nell'entroterra montuoso della Jugoslavia con l'intenzione di andare in esilio. La seconda ondata di aerei tedeschi giunse su Belgrado verso le 10:00, composta da 57 bombardieri in picchiata Ju 87 e 30 caccia Bf 109E. Furono accolti dalla resistenza di 15 dei restanti caccia della 6ª Brigata di caccia jugoslava. Questa volta gli jugoslavi dichiararono l'abbattimento di 2 bombardieri in picchiata e di un Bf 109. Una pattuglia di Bf 109E del 31º Gruppo di caccia jugoslavo di base a Kragujevac, che agiva senza ordini del loro comandante di gruppo, seguì i tedeschi mentre tornavano alle loro basi e dichiarò che due bombardieri in picchiata furono abbattuti, insieme alla perdita di entrambi gli aerei jugoslavi.
La terza ondata colpì la capitale alle 14:00, composta da 94 bombardieri bimotore provenienti da aeroporti vicino a Vienna, scortati da 60 caccia. Questa ondata vide la resistenza di 18 caccia del 6º Reggimento caccia jugoslavo, che reclamarono l'abbattimento di 4 aerei tedeschi. Il quarto e ultimo attacco della giornata si avvicinò a Belgrado alle 16:00, con 97 bombardieri in picchiata e 60 caccia.
I tedeschi, in totale, rivendicarono la distruzione di 19 caccia jugoslavi Bf 109E e di 4 aerei non identificati il 6 aprile. Le perdite effettive di aerei jugoslavi il primo giorno furono invece di 10 abbattuti e 15 danneggiati. Gli jugoslavi affermarono di aver abbattuto 22 aerei tedeschi e di aver costretto altri due ad atterrare. I tedeschi persero in realtà 12 aerei: due bombardieri leggeri Do 17Z, cinque caccia pesanti Bf 110, quattro bombardieri in picchiata Ju 87 e un caccia Bf 109E. Un pilota della Luftwaffe che rivendicò la sua prima vittoria su Belgrado il 6 aprile fu l'Oberleutnant Gerhard Koall del Jagdgeschwader 54. Avrà in totale 37 vittorie e nel 1944 verrà insignito della Croce di Cavaliere della Croce di Ferro.

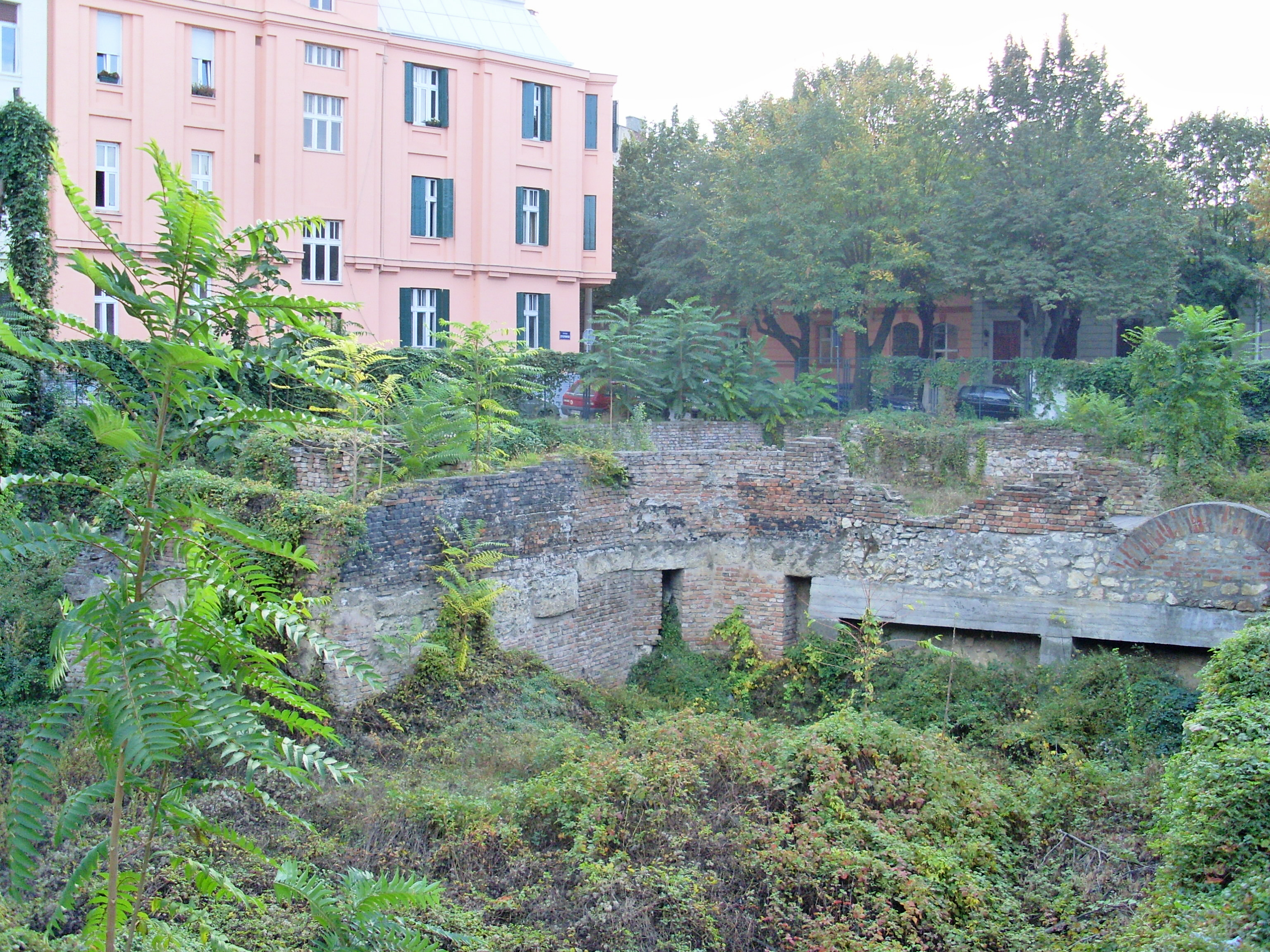
Rovine della Biblioteca nazionale serba (foto del 2008)

Bombardieri e bombardieri in picchiata tedeschi sganciarono circa 215-360 tonnellate di bombe e bombe incendiarie sulla capitale. Il debole VVKJ e le difese antiaeree inadeguate di Belgrado tentarono brevemente di fronteggiare l'assalto della Luftwaffe, ma vennero eliminati come possibili minacce già durante la prima ondata dell'attacco. Le fonti variano per quanto riguarda i successi ottenuti dai difensori. Uno studio dell'esercito americano pubblicato per la prima volta nel 1953 afferma che la Luftwaffe perse due aerei da combattimento, abbatté 20 aerei jugoslavi e ne distrusse altri 44 a terra. Lo storico militare Daniel L. Zajac scrive che i tedeschi persero 40 aerei durante la battaglia aerea di due giorni. Un'altra fonte indica la perdita di 14 aerei tedeschi il 6 aprile. I bombardieri in picchiata nelle ondate successive furono in grado di operare all'altezza dei tetti.
Secondo lo storico Stevan K. Pavlowitch, il bombardamento di Belgrado è durato tre giorni. Altre fonti affermano invece che la battaglia aerea su Belgrado sia durata solo due giorni a causa delle cattive condizioni di volo l'8 aprile. L'istituzione culturale più importante che venne distrutta fu la Biblioteca nazionale serba, colpita dalle bombe e sventrata dal fuoco. Centinaia di migliaia di libri rari, mappe e manoscritti medievali furono distrutti. Venne colpito anche lo Zoo di Belgrado, con molti animali spaventati che correvano per le strade.

## Rappresaglia britannica
Lo squadrone n. 37 della Royal Air Force britannica effettuò due bombardamenti su Sofia, la capitale della Bulgaria, allora alleata all'asse e nazione partecipante alla successiva spartizione della Jugoslavia, in rappresaglia per il bombardamento di Belgrado. Operando con bombardieri Vickers Wellington da un aeroporto in Grecia, lo squadrone effettuò due raid, uno tra il 6-7 aprile e uno tra il 12-13 aprile, facendo cadere un totale di circa 30 tonnellate di bombe ad alto potenziale esplosivo su obiettivi ferroviari e aree residenziali vicine. Queste incursioni furono effettuate nonostante il fatto che la Gran Bretagna non fosse ancora in guerra con la Bulgaria (lo sarà dal 12 dicembre 1941). Gli storici dell'aviazione Shores, Cull e Malizia indicano che questi raid erano attacchi sulle linee di comunicazione delle forze tedesche che stavano attaccando la Grecia e la Jugoslavia, e notano che il raid del 6-7 aprile aveva come obiettivo un treno per il trasporto di munizioni e altre installazioni a Sofia, e il raid del 12-13 aprile bombardò gli scali di smistamento ferroviario. Altri obiettivi simili in Bulgaria vennero attaccati dalla RAF durante la campagna nei Balcani.

## Conseguenze
Il bombardamento di Belgrado paralizzò le comunicazioni tra l'esercito jugoslavo e il suo quartier generale e contribuì in modo decisivo al rapido crollo della resistenza jugoslava. Le vittime civili furono significative, ma le fonti variano ampiamente da 1.500 a 17.000 civili uccisi. Furono aggravate dalla divulgazione dei luoghi usati come rifugio antiaereo ai tedeschi nei giorni precedenti l'attacco. La cifra ufficiale delle vittime dichiarata dalle autorità tedesche di occupazione subito dopo il bombardamento fu di 2.271 morti. Altre fonti riferiscono di un numero di morti da 5.000 a 10.000 e, in seguito, le stime jugoslave furono ancora più alte. Lo storico Jozo Tomasevich scrive che le stime più alte furono declassate a seguito di "attente indagini del dopoguerra", e indica che una cifra compresa tra 3.000 e 4.000 vittime è la più realistica.

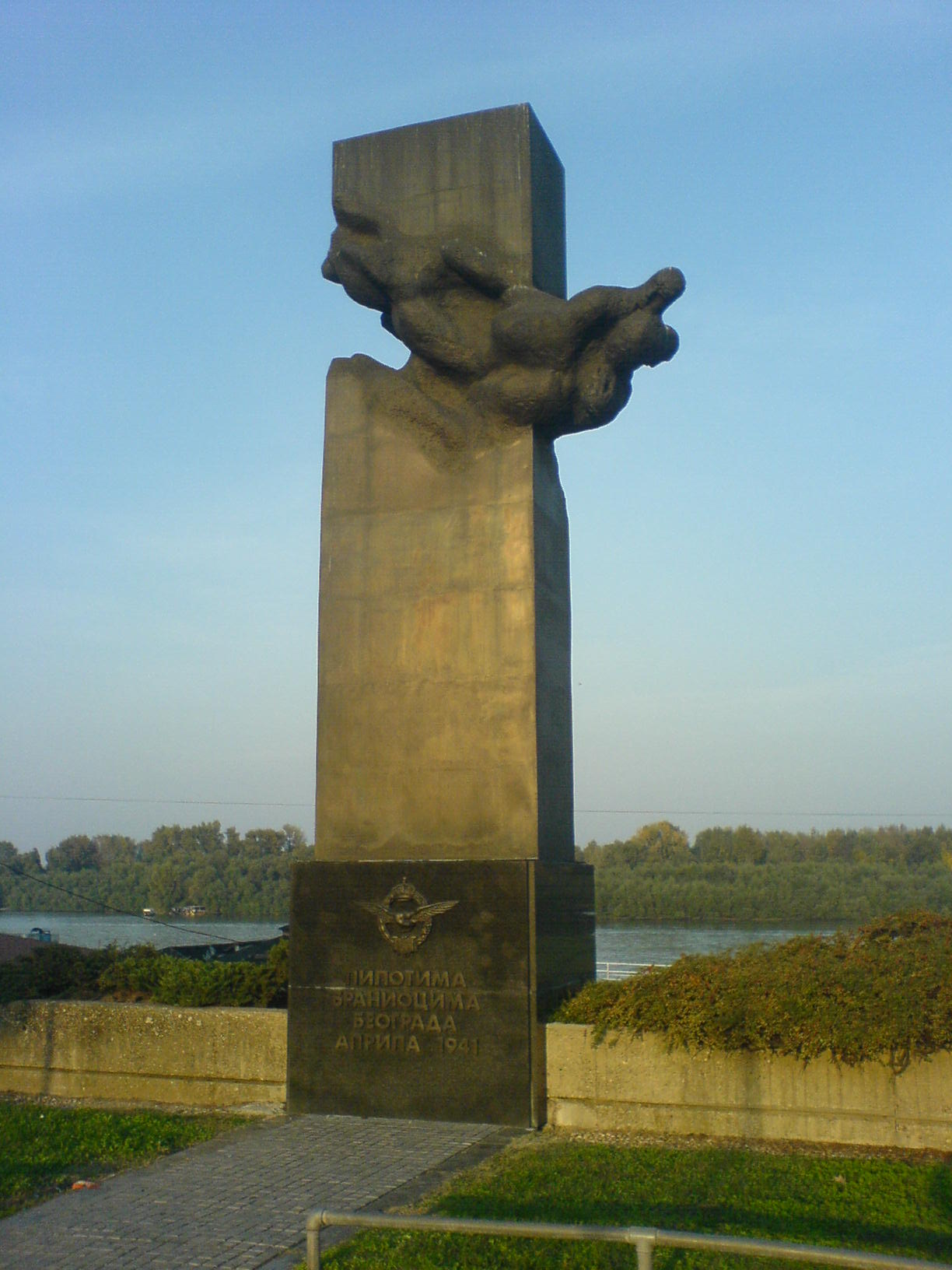
Monumento ai piloti jugoslavi caduti durante l'Operazione Castigo, a Nuova Belgrado

Belgrado fu occupata dai tedeschi il 13 aprile 1941 e quattro giorni dopo la Jugoslavia capitolò. Successivamente, gli ingegneri della Luftwaffe effettuarono una valutazione dei danni delle bombe a Belgrado. Il rapporto affermava che 218,5 tonnellate di bombe vennero sganciate, di cui un 10-14% di queste incendiarie. Elencava tutti gli obiettivi dei bombardamenti, menzionava che sette mine aeree vennero sganciate e che le aree nel centro e nel nord-ovest della città vennero distrutte, coinvolgendo dal 20 al 25% della sua area totale. Alcuni aspetti del bombardamento restano inspiegabili, in particolare l'uso delle mine aeree. Danni significativi vennero causati a Belgrado, in particolare all'impianto idrico ed elettrico. Pavlowitch afferma che quasi il 50 per cento degli alloggi a Belgrado venne distrutto. Dopo l'invasione, i tedeschi costrinsero tra i 3.500 e i 4.000 ebrei a raccogliere le macerie causate dai bombardamenti. Ancora oggi le bombe tedesche inesplose continuano ad essere portate alla luce.
Löhr fu catturato dai partigiani jugoslavi il 9 maggio 1945. Riuscì a fuggire ma venne ricatturato il 13 maggio. Fu interrogato intensamente, dopodiché fu processato davanti a un tribunale militare jugoslavo con accuse di crimini di guerra, uno dei quali riguardava il suo comando della Luftflotte IV durante l'Operazione Castigo. Löhr fu giudicato colpevole dal tribunale militare jugoslavo e condannato a morte. Venne giustiziato il 26 febbraio 1947. In seguito all'invasione, il collaborazionista Kren che aveva disertato prima dell'invasione, fornendo importanti informazioni ai tedeschi, venne nominato capo dell'aeronautica militare dello Stato indipendente di Croazia. Fu arrestato in Italia nel marzo 1947 ed estradato in Jugoslavia, dove fu processato con accuse non correlate a crimini di guerra per il suo ruolo nel prendere di mira i civili. Fu dichiarato colpevole per tutti i punti e giustiziato nel 1948.
Il bombardamento di Belgrado è stato rappresentato nel film jugoslavo del 1980 Chi è che canta laggiù e nel lungometraggio del 1995 Underground. È anche il soggetto del poema Belgrado 1941 di Miodrag Pavlović. Il poeta serbo-americano Charles Simic, sopravvissuto al bombardamento, ha scritto una poesia intitolata "Cameo Appearance" raccontando le sue esperienze. Un monumento che commemora i piloti jugoslavi uccisi durante l'operazione Castigo è stato inaugurato a Nuova Belgrado il 6 aprile 1997. È stato progettato dallo scultore Miodrag Živković. Il 6 aprile 2016, il 75º anniversario dei bombardamenti, si è tenuto un servizio funebre per le vittime, a cui ha partecipato il ministro serbo del lavoro, dell'occupazione, dei veterani e delle politiche sociali Aleksandar Vulin. Nel giugno 2017, è stato annunciato che il sito contenente le fondamenta in rovina della Biblioteca nazionale serba sarebbe stato trasformato in un giardino commemorativo.